# مثله کردن

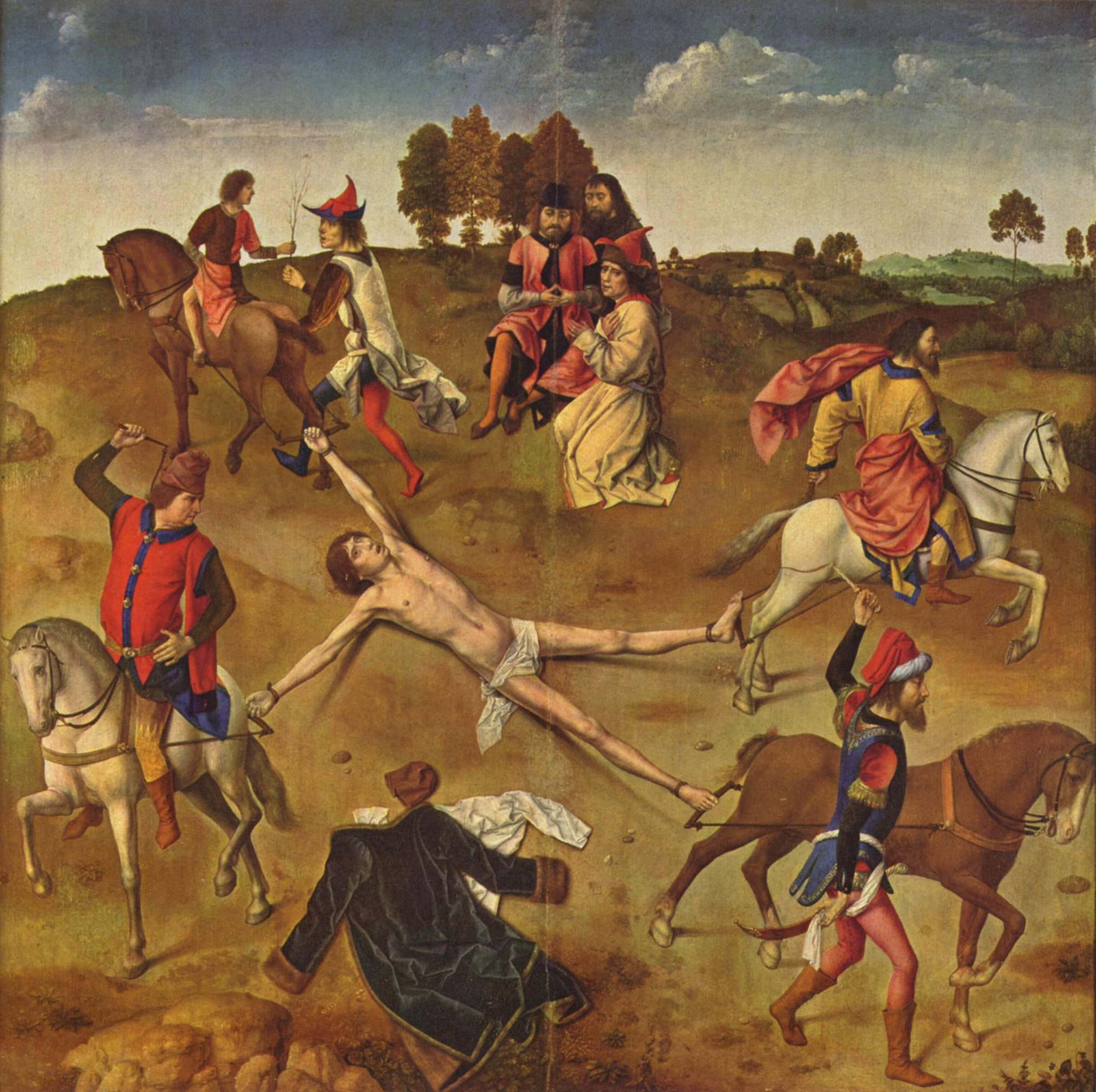
نقاشی شهادت ایپولیت اثر دیرک بوتس مردی را به تصویر می‌کشد که به واسطه کشیده‌شدن اندام‌ها در آستانهٔ قطع عضو قرار دارد.

مُثله کردن به معنی بریدن گوش یا بینی محکوم برای عبرت گرفتن دیگران است. امروزه این واژه به معنای بریدن اعضاء بدن یک فرد به صورتی که تکه‌تکه شود نیز به کار می‌رود.

## ابعاد مختلف
در گذشته این عمل بیشتر در مورد کسانی به کار می‌رفت که مورد غضب فرد قدرتمند حاکم یا توده کثیری از مردم قرار گرفته بودند، مثل کاری که با دامی‌ین به جرم سوء قصد به جان شاه کردند. البته در زمان حاضر نیز هنوز توسط برخی از دولت‌ها یا آشکارا یا مخفیانه این عمل به علل مختلف صورت می‌گیرد.
نظیر چنین عملی در زمان معاصر توسط گروه‌ها و سازمان‌هایی که مبارزات قهرآمیز را ضد نظام یا دولت خاصی سامان‌دهی می‌کنند به چشم می‌خورد. در اکثر مواقع آن‌ها با تنی چند از افراد مخالف خود این عمل را انجام می‌دهند تا اعتراض خود را به گوش دیگران برسانند و با اینکه از خود چهره‌ای خشن و سازش ناپذیر بسازند.
از بعد فردی، مثله کردن جنبه لذت‌جویانه دارد (به سادومازوخیسم نگاه کنید). این عمل اصولاً از حس تهاجم و میل به کشتار و ویرانی حاصل می‌شود، و ریشه در خشم شدید دارد.

## مثله کردن در ایران
مثله کردن هر از چندگاهی و معمولاً در ایران به چشم میخورد. به‌طور مثال میتوان به کشتار بعضی از سران جبهه ملی ایران در جریان قتل‌های زنجیره‌ای ایران اشاره کرد. در بین مشهورترین آن‌ها می‌توان داریوش فروهر و همسرش پروانه اسکندری و به‌طوری شخصی حتی معصومه مصدق نوه محمد مصدق رهبر ملی شدن صنعت نفت ایران و زهرا کاظمی خبرنگار ایرانی-کانادایی را دید. در کنار آن، شاپور بختیار، محمود سخایی، فریدون فرخزاد و بسیاری دیگر به چشم می خورد.

### ایرانیان مشهوری که مثله‌شده‌اند

اجساد سلاخی‌شده احمد کسروی و منشی‌اش حدادپور که در ۲۰ اسفند ۱۳۲۴ خورشیدی، به‌وسیلهٔ گروه فدائیان اسلام در داخل کاخ دادگستری تهران به قتل رسیدند.

- حسین منصور حلاج، به فرمان ابوالفضل جعفر مقتدر، خلیفه عباسی به جرم «کُفرگویی و الحاد» در ملاعام به دار آویخته شد. او را پس از شکنجه و شلاق‌زدن، به دار آویختند، سپس دست و پا و سرش را بریدند و پیکرش را سوزاندند و خاکسترش را به رود دجله ریختند.
- فریدون فرخزاد، قاتلان «شکمش را دریدند و زبان و گوش و دماغش را بریدند».[۶]
- شاپور بختیار، قاتلان پس از شکستن گردن و خردکردن قفسه سینه‌اش، او را با ضربات پیاپی چاقو تکه‌تکه کردند.[۷]
- داریوش فروهر و پروانه اسکندری، قاتلان ابتدا گردن، دهان و دستان‌شان را گرفتند، سپس با ضربات پیاپی چاقو سینه‌هایشان را دریدند[۴] و در نهایت اجسادشان را به سمت قبله[۵] قرار دادند».
- حمید حاجی‌زاده و فرزند خردسالش.
- با در نظر گرفتن استثنایی می‌توان به قتل کارگردان ایرانی بابک خرمدین اشاره کرد که توسط والدین خود کشته، مثله و فرزند کشی شد.

## قوانین و ادیان
ادیان مختلف در این باره نظرات مختلفی دارند. در دین اسلام مثله کردن حتی در مورد حیوانات هم شدیداً منع شده‌است. همچنین از دید قوانین ایران که بر مبنای قوانین اسلام است، مثله کردن جسد یک انسان جرم است و دیه دارد. در اعلامیه اسلامی حقوق بشر نیز مثله کردن مقتولان ممنوع دانسته شده‌است.
در ماه ژوئن ۲۰۰۷ نیز رئیس‌جمهور سابق لیبریا نیز به خاطر اتهاماتی از جمله مثله کردن در طول جنگ‌های داخلی این کشور، در دادگاه لاهه محاکمه می‌شود.

## مثله کردن در ادبیات
در ادبیات فارسی مثله کردن از دیرباز مطرح می‌شده‌است. در کتاب تاریخ بیهقی این کلمه در چند جا به کار رفته‌است: ... که عادت ایشان است از مثله کردن و کشتن و سوختن...
در ادبیات معاصر نیز می‌توان به داستان بوف کور اثر صادق هدایت اشاره نمود که در آن راوی جسد زن مورد علاقه خود را مثله کرده و در یک چمدان جای می‌دهد. در عین حال حس علاقه به مثله نمودن در جای جای این داستان به چشم می‌خورد: مرد قصابی که با عشق لذت به لاشه گوسفندان دست می‌کشد و آن‌ها را می‌سنجد و سپس آن‌ها را تکه‌تکه می‌کند، حس تهاجمی گاه‌وبیگاه قهرمان داستان برای مثله کردن همسر خود، و غیره.